# Долења Брезовица (Брезовица)
Долења Брезовица (словен. Dolenja Brezovica) је насељено место у општини Брезовица, Средњесловенска регија, Словенија.

## Историја
До територијалне реорганизације у Словенији била је у саставу града Љубљане, односно старе општине Вич–Рудник.

## Становништво
У попису становништва из 2011. године, Долења Брезовица је имала 51 становника.
| Број становника према пописима | Број становника према пописима | Број становника према пописима |
| ------------------------------ | ------------------------------ | ------------------------------ |
| 1991                           | 2002                           | 2011                           |
| 64                             | З                              | 51                             |

- Ознака З представља заштићене податке